# Eriosema acuminatum
Eriosema acuminatum là một loài thực vật có hoa trong họ Đậu. Loài này được (Eckl. & Zeyh.) C.H.Stirt. miêu tả khoa học đầu tiên.